# Mantolet

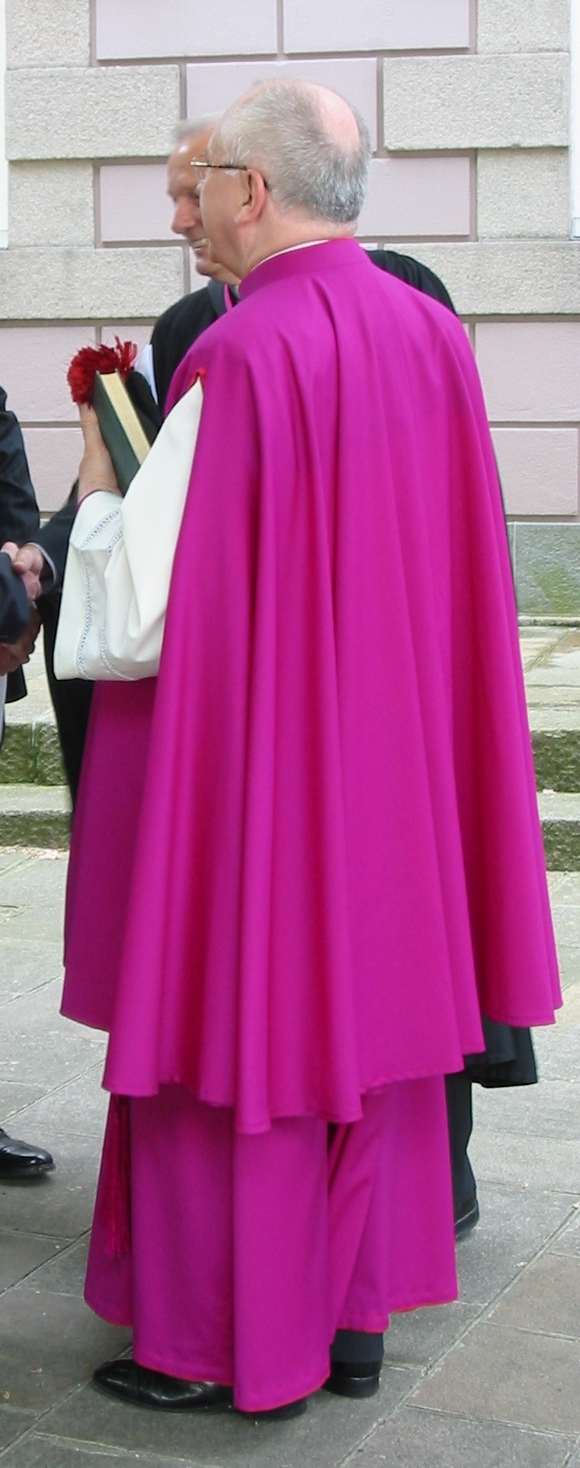
Ksiądz katolicki w mantolecie

Mantolet (z języka wł. mantelletta):
1. strój bez rękawów (peleryna), sięgający kolan, zakładany na komżę i rokietę przez biskupów, prałatów i kanoników[1]. W 1969 decyzją papieża Pawła VI mantolet jako strój kardynałów, biskupów i prałatów nadliczbowych supra numero[2] został zniesiony (w 1970 także kanoników[3]), pozostając przywilejem prałatów dykasterii Kurii Rzymskiej, niemających godności biskupiej, prałatów, zwanych clerici kamery apostolskiej i prałatów, pełniących obowiązki na dworze papieskim oraz prałatów de numero[2].
2. część habitu zakonnego m.in. dominikanów i franciszkanów – podobnie jak szkaplerz. Najbardziej wierzchni fragment tego ubioru. Jego częścią jest kaptur.